# 薩米利夫卡 (科澤列齊區)
51°7′49″N 30°58′27″E / 51.13028°N 30.97417°E
薩米利夫卡（烏克蘭語：Самійлівка），是烏克蘭北部的村莊，隸屬切爾尼希夫州的切爾尼希夫區。該村始建於1590年，面積0.55平方公里，海拔高度104米，2001年人口80，人口密度每平方公里145.5人。